# Cepora nerissa
The Common Gull (Cepora nerissa) là một loài bướm ngày kích thước trung bình thuộc họ Pieridae, có màu vàng và trắng, là loài bản địa của Ấn Độ.

## Phụ loài
- C. n. cibyra (Fruhstorfer)
- C. n. coronis (Cramer, 1775)
- C. n. corva (Wallace, 1867)
- C. n. dapha (Moore, 1879)
- C. n. evagete (Cramer, 1775)
- C. n. lichenosa (Moore)
- C. n. nerissa (Fabricius, 1775)
- C. n. phryne (Fabricius, 1775)
- C. n. physkon (Fruhstorfer)
- C. n. sumatrana (Hagen)
- C. n. vaso (Doherty)
- C. n. yunnanensis (Mell)

## Thư viện ảnh

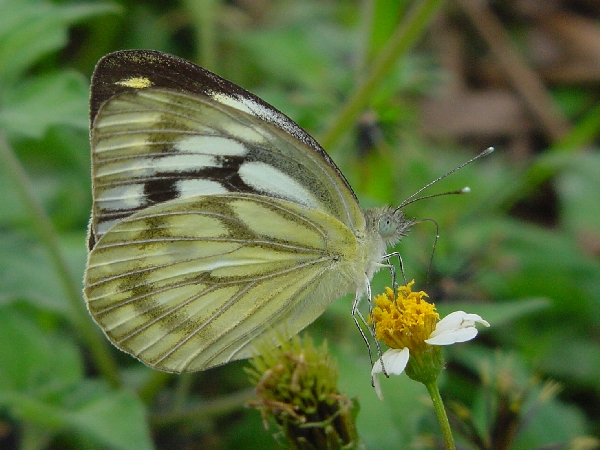
Adult UN
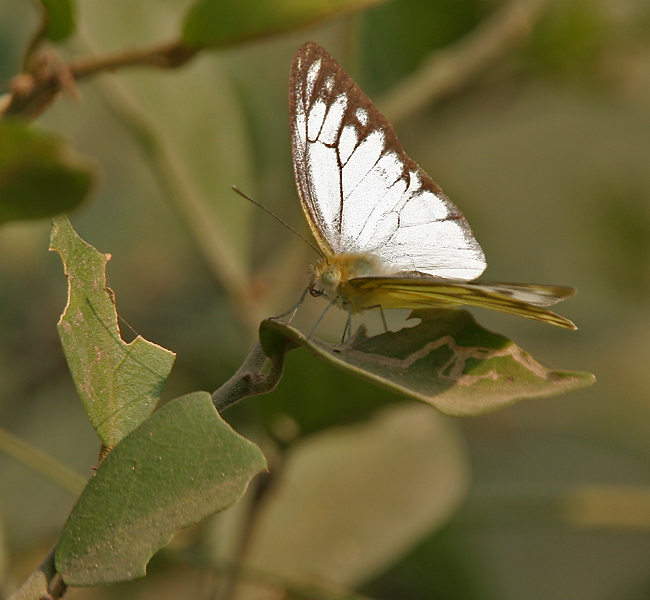
Dry-season form- Male at Hodal in Faridabad District of Haryana, Ấn Độ
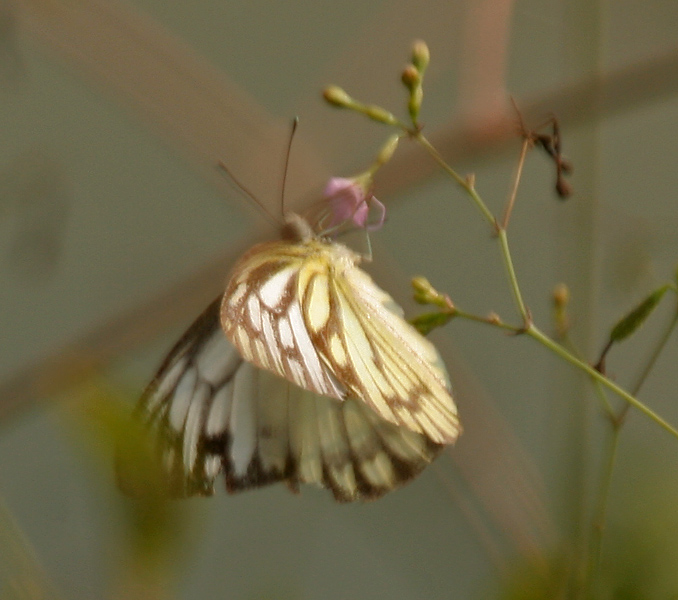
Dry-season form- Male at Hodal in Faridabad District of Haryana, Ấn Độ
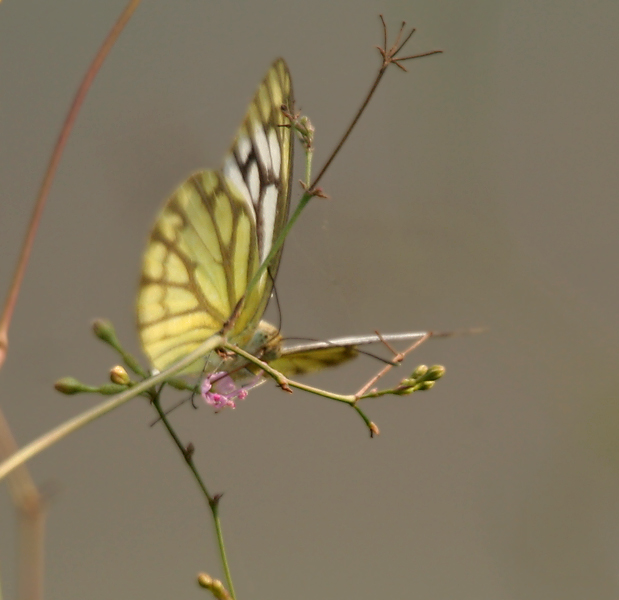
Dry-season form- Male at Hodal in Faridabad District of Haryana, Ấn Độ
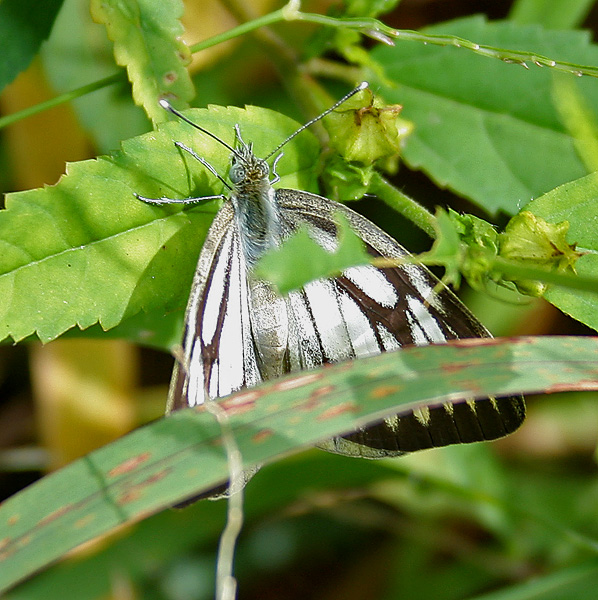
Wet-season brood in Hyderabad, Ấn Độ